# Jalón de Cameros
Jalón de Cameros is een gemeente in de Spaanse provincie en regio La Rioja met een oppervlakte van 8,43 km². Jalón de Cameros telt 17 inwoners (1 januari 2016).

## Demografische ontwikkeling

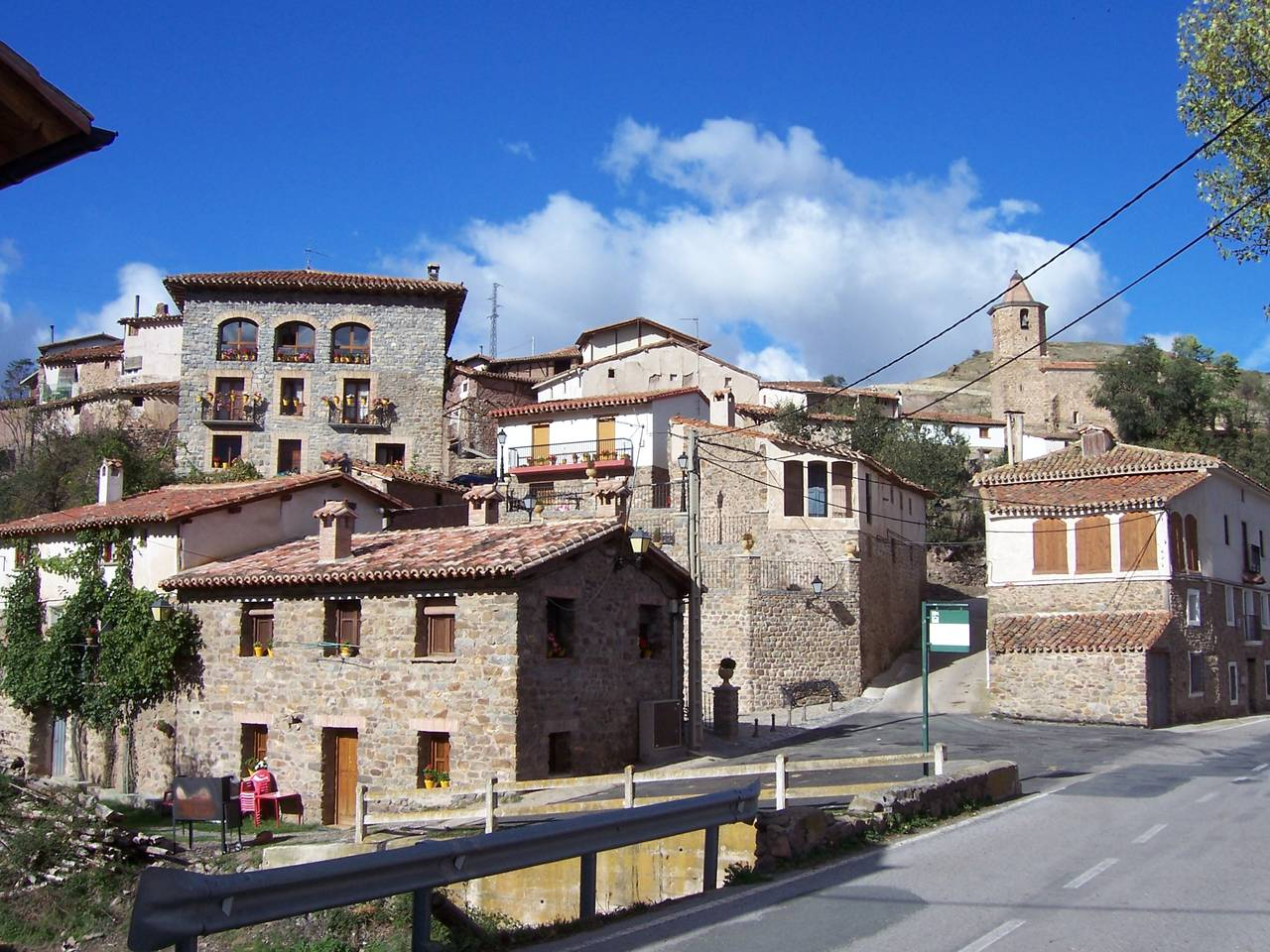
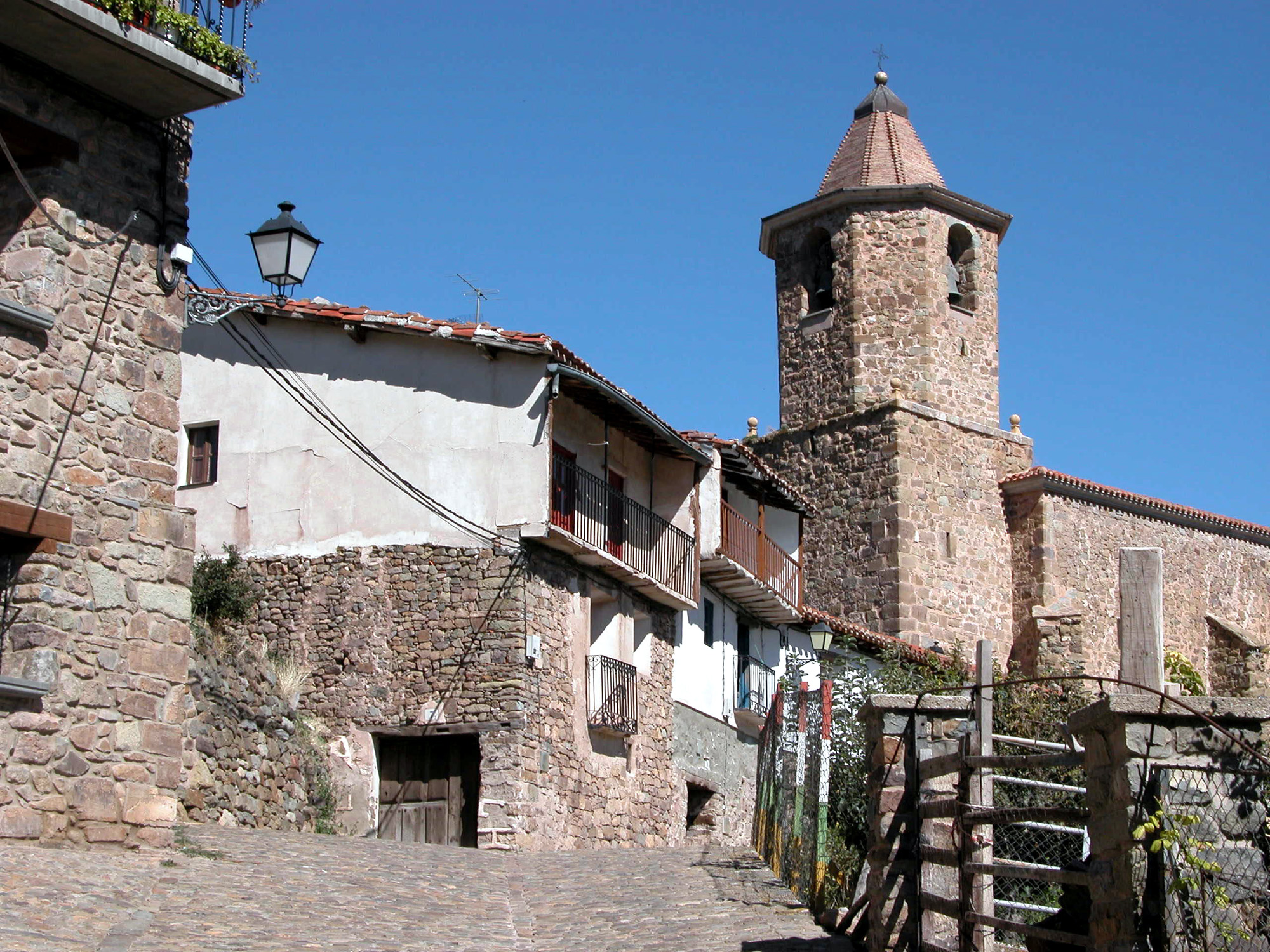
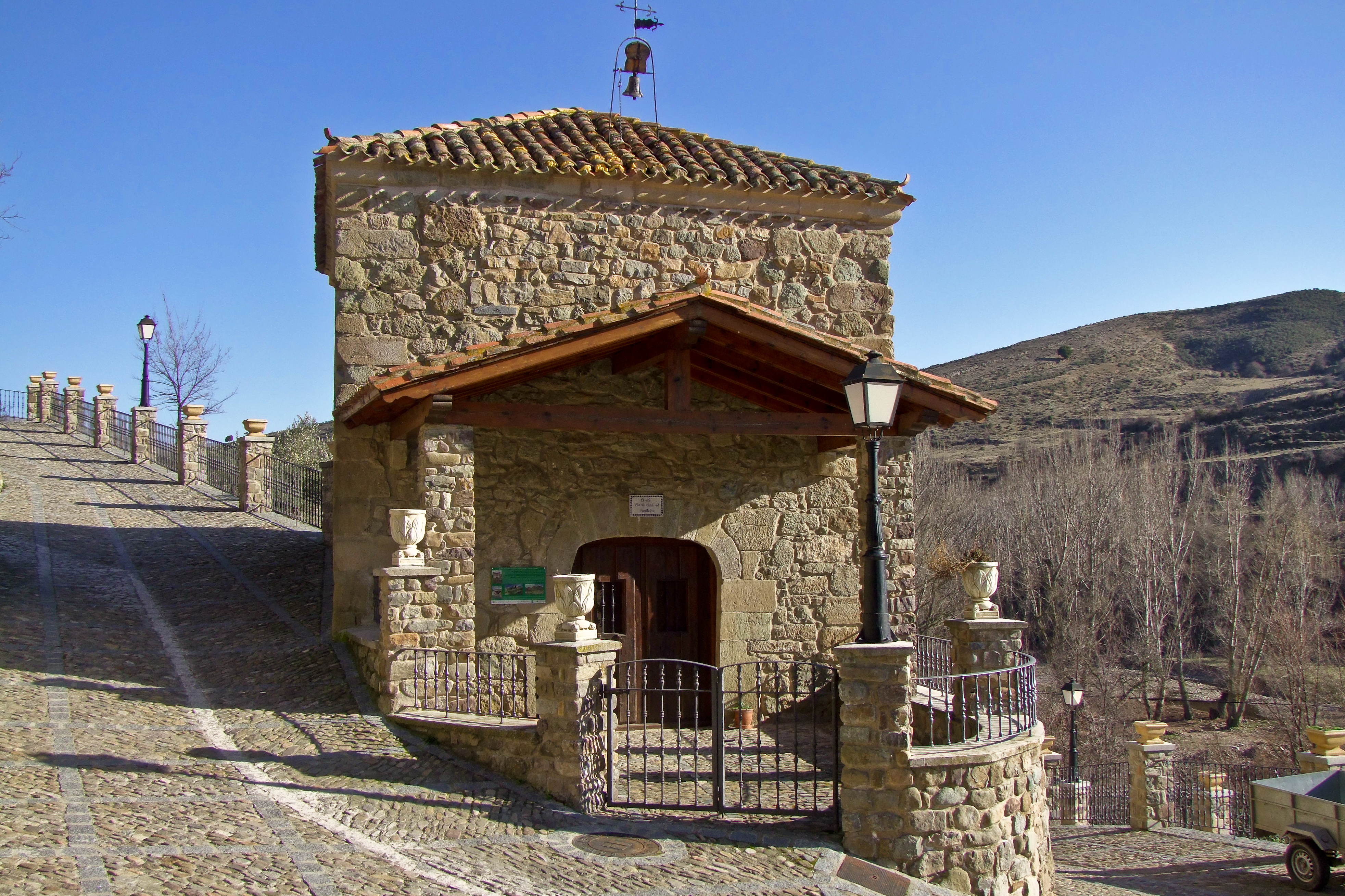

Bron: INE, 1857-2011: volkstellingen